# Dernière Édition avant l'an 2000
Albums de Les Enfoirés
Enfoirés en cœur
(1998) Enfoirés en 2000
(2000)
Dernière Édition avant l'an 2000 est le titre d'un spectacle et celui du huitième album tiré de la soirée des Enfoirés sorti en 1999. 

## Liste des titres
Les titres avec un astérisque ne sont pas repris sur l'album.
| n°    | Titre                                           | Interprète(s)                                                                                           | Paroles                                                   | Musique                                         | Interprète(s) original(aux)                                                                  |
| ----- | ----------------------------------------------- | --- | --------------------------------------------------------- | ----------------------------------------------- | -------------------------------------------------------------------------------------------- |
| 1     | Emmenez-moi                                     | Les Enfoirés                                                                                            | Charles Aznavour                                          | Charles Aznavour                                | Charles Aznavour                                                                             |
| 2     | Medley "Est-ce que tu viens pour les vacances"* | Medley "Est-ce que tu viens pour les vacances"*                                                         | Medley "Est-ce que tu viens pour les vacances"*           | Medley "Est-ce que tu viens pour les vacances"* | Medley "Est-ce que tu viens pour les vacances"*                                              |
| 2-1   | Est-ce que tu viens pour les vacances ?         | Jean-Jacques Goldman et Pierre Palmade                                                                  | David et Jonathan                                         | David et Jonathan                               | David et Jonathan                                                                            |
| 2-2   | Darla dirladada                                 | Gérard Jugnot et Martin Lamotte                                                                         | Pandelis Guinis                                           | Boris Bergman - Vito Pallavicini                | Dalida                                                                                       |
| 2-3   | Vamos a la playa                                | Michèle Laroque et Karen Mulder                                                                         | Righeira                                                  | Righeira                                        | Righeira                                                                                     |
| 2-4   | Macarena                                        | Native                                                                                                  | Antonio Romero Monge                                      | Rafael Ruiz Perdigones                          | Los del Rio                                                                                  |
| 2-5   | María                                           | Patrick Bruel                                                                                           | Ricky Martin                                              | Ricky Martin                                    | Ricky Martin                                                                                 |
| 2-6   | Vacances j'oublie tout                          | Yves Lecoq                                                                                              | Patrick Bourges - Pierre Zito                             | Patrick Bourges - Pierre Zito                   | Élégance                                                                                     |
| 3     | Les Lacs du Connemara                           | Patricia Kaas, Patrick Fiori, Garou                                                                     | Pierre Delanoë - Michel Sardou                            | Jacques Revaux                                  | Michel Sardou                                                                                |
| 4     | Medley "La Mer"*                                | Medley "La Mer"*                                                                                        | Medley "La Mer"*                                          | Medley "La Mer"*                                | Medley "La Mer"*                                                                             |
| 4-1   | La Mer                                          | Laetitia Casta                                                                                          | Charles Trenet                                            | Charles Trenet                                  | Charles Trenet                                                                               |
| 4-2   | Manureva                                        | Native                                                                                                  | Serge Gainsbourg                                          | Jean-Noël Chaléat - Alain Chamfort              | Alain Chamfort                                                                               |
| 4-3   | Aux sombres héros de l'amer                     | David Hallyday                                                                                          | Noir Désir                                                | Noir Désir                                      | Noir Désir                                                                                   |
| 4-4   | Dès que le vent soufflera                       | Hugues Aufray                                                                                           | Renaud Séchan                                             | Renaud Séchan                                   | Renaud                                                                                       |
| 4-5   | Santiano                                        | Renaud, Fabrice Luchini                                                                                 | Hugues Aufray                                             | Hugues Aufray                                   | Hugues Aufray                                                                                |
| 5     | C'est écrit                                     | Hélène Ségara et Pascal Obispo                                                                          | Francis Cabrel                                            | Francis Cabrel                                  | Francis Cabrel                                                                               |
| 6     | Medley "Chanson populaire"*                     | Medley "Chanson populaire"*                                                                             | Medley "Chanson populaire"*                               | Medley "Chanson populaire"*                     | Medley "Chanson populaire"*                                                                  |
| 6-1   | Chanson populaire                               | Michèle Laroque, Muriel Robin et Marc Lavoine                                                           | Nicolas Skorsky                                           | Jean-Pierre Bourtayre - Nicolas Skorsky         | Claude François                                                                              |
| 6-2   | Lady Lay                                        | Maxime Le Forestier                                                                                     | Pierre Groscolas                                          | Michel Jourdan                                  | Pierre Groscolas                                                                             |
| 6-3   | Rock Amadour                                    | Garou                                                                                                   | Gérard Blanchard                                          | Gérard Blanchard                                | Gérard Blanchard                                                                             |
| 6-4   | Made in Normandie                               | Elsa et Renaud                                                                                          | Jean-Michel Rivat - Franck Thomas                         | Éric Charden                                    | Stone et Charden                                                                             |
| 6-5   | Les Rois mages                                  | Alain Chabat, Patrick Timsit et Gérard Jugnot                                                           | Mario Capuano - Giosy Capuano - Lally Stott               | Claude Carrère - Jean Schmitt                   | Sheila                                                                                       |
| 6-6   | Ça plane pour moi                               | Zazie                                                                                                   | Lou Deprijck                                              | Yves Lacomblez                                  | Plastic Bertrand                                                                             |
| 7     | Le Sud                                          | Anggun, Alain Souchon et Maxime Le Forestier                                                            | Nino Ferrer                                               | Nino Ferrer                                     | Nino Ferrer                                                                                  |
| 8     | Medley "La Nuit"*                               | Medley "La Nuit"*                                                                                       | Medley "La Nuit"*                                         | Medley "La Nuit"*                               | Medley "La Nuit"*                                                                            |
| 8-1   | Quand revient la nuit                           | Patrick Fiori                                                                                           | Gene Allan - Bobby Vinton                                 | Georges Aber                                    | Johnny Hallyday                                                                              |
| 8-2   | La nuit je mens                                 | Marc Lavoine                                                                                            | Alain Bashung                                             | Jean Fauque                                     | Alain Bashung                                                                                |
| 8-3   | Nuit magique                                    | Patricia Kaas                                                                                           | Luc Plamondon                                             | Catherine Lara - Sebastian Santa Maria          | Catherine Lara                                                                               |
| 8-4   | Cargo                                           | Patrick Bruel et Ophélie Winter                                                                         | Michel Eli                                                | Axel Bauer                                      | Axel Bauer                                                                                   |
| 8-5   | Retiens la nuit                                 | Renaud                                                                                                  | Charles Aznavour                                          | Georges Garvarentz                              | Johnny Hallyday                                                                              |
| 9     | La Bohème                                       | Muriel Robin et Charles Aznavour                                                                        | Jacques Plante                                            | Charles Aznavour                                | Charles Aznavour                                                                             |
| 10    | Belle                                           | Serge Lama, David Hallyday et Patrick Bruel                                                             | Luc Plamondon                                             | Richard Cocciante                               | Patrick Fiori, Garou et Daniel Lavoie                                                        |
| 11    | Medley "Italie/Espagne"*                        | Medley "Italie/Espagne"*                                                                                | Medley "Italie/Espagne"*                                  | Medley "Italie/Espagne"*                        | Medley "Italie/Espagne"*                                                                     |
| 11-1  | El Porompompero                                 | Jean-Marie Bigard et Maxime Le Forestier                                                                | Enrico Macias                                             | Enrico Macias                                   | Enrico Macias                                                                                |
| 11-2  | Je t'aime à l'italienne                         | Liane Foly                                                                                              | Frédéric François                                         | Santo Barracato - Jean-Michel Bériat            | Frédéric François                                                                            |
| 11-3  | La Belle de Cadix                               | Pascal Obispo                                                                                           | Maurice Vandair                                           | Francis Lopez                                   | Luis Mariano                                                                                 |
| 11-4  | Le Rital                                        | Patrick Fiori                                                                                           | Claude Barzotti                                           | Claude Barzotti - Anne-Marie Gaspard            | Claude Barzotti                                                                              |
| 11-5  | Manuella                                        | Pascal Obispo                                                                                           | Pete Seeger                                               | Boris Bergman                                   | Dalida                                                                                       |
| 11-6  | Week-end à Rome                                 | Anggun                                                                                                  | Étienne Daho                                              | Étienne Daho                                    | Étienne Daho                                                                                 |
| 11-7  | Aragon et Castille                              | Richard Berry et Patrick Timsit                                                                         | Boby Lapointe                                             | Boby Lapointe - Étienne Lorin                   | Boby Lapointe                                                                                |
| 11-8  | Les Gondoles à Venise                           | Gérard Jugnot et Alain Souchon                                                                          | Claude Carrère                                            | Michaele - Paul & Lana Sebastian                | Sheila et Ringo                                                                              |
| 11-9  | E viva España                                   | Mimie Mathy                                                                                             | Imca Marina - Georgette Plana                             | Imca Marina                                     | Georgette Plana                                                                              |
| 11-10 | Capri c'est fini                                | Frédéric François et Jean-Jacques Goldman                                                               | Hervé Vilard                                              | Hervé Vilard                                    | Hervé Vilard                                                                                 |
| 11-11 | Les Filles de mon pays                          | Patrick Bruel                                                                                           | Pierre Cour - Enrico Macias                               | Enrico Macias                                   | Enrico Macias                                                                                |
| 12    | Chacun fait (c'qui lui plaît)                   | Karen Mulder, Marc Lavoine et Richard Berry                                                             | Philippe Bourgoin                                         | Gérard Presgurvic                               | Chagrin d'amour                                                                              |
| 13    | Dis-lui toi que je l'aime                       | Vanessa Paradis et Étienne Daho                                                                         | Serge Gainsbourg                                          | Franck Langolff                                 | Vanessa Paradis                                                                              |
| 14    | Medley "Déclarations"*                          | Medley "Déclarations"*                                                                                  | Medley "Déclarations"*                                    | Medley "Déclarations"*                          | Medley "Déclarations"*                                                                       |
| 14-1  | Tout                                            | Sandrine Kiberlain et Fabrice Luchini                                                                   | Lara Fabian                                               | Rick Allison                                    | Lara Fabian                                                                                  |
| 14-2  | My song of you                                  | Michèle Laroque et Véronique Sanson                                                                     | Alain Souchon                                             | Laurent Voulzy                                  | Laurent Voulzy                                                                               |
| 14-3  | Le Coup de soleil                               | Patrick Bruel et Carole Fredericks                                                                      | Jean-Paul Dréau                                           | Jean-Paul Dréau                                 | Richard Cocciante                                                                            |
| 14-4  | Morgane de toi                                  | Pascal Obispo et Alain Souchon                                                                          | Renaud Séchan                                             | Franck Langolff                                 | Renaud                                                                                       |
| 14-5  | Lettre à France                                 | Elsa et Pascal Obispo                                                                                   | Jean-Loup Dabadie - Michel Polnareff                      | Michel Polnareff                                | Michel Polnareff                                                                             |
| 15    | Une femme avec toi                              | Liane Foly, Maurane et Véronique Sanson                                                                 | Vito Pallavicini (adapt : Pierre Delanoë)                 | Alfredo Ferrari                                 | Nicole Croisille                                                                             |
| 16    | Et maintenant                                   | Patricia Kaas et Roch Voisine                                                                           | Pierre Delanoë                                            | Gilbert Bécaud                                  | Gilbert Bécaud                                                                               |
| 17    | Medley "Quand la musique est bonne"*            | Medley "Quand la musique est bonne"*                                                                    | Medley "Quand la musique est bonne"*                      | Medley "Quand la musique est bonne"*            | Medley "Quand la musique est bonne"*                                                         |
| 17-1  | Quand la musique est bonne                      | Carole Fredericks et Karen Mulder                                                                       | Jean-Jacques Goldman                                      | Jean-Jacques Goldman                            | Jean-Jacques Goldman                                                                         |
| 17-2  | Joueurs de blues                                | Garou et Maurane                                                                                        | Michel Jonasz                                             | Michel Jonasz                                   | Michel Jonasz                                                                                |
| 17-3  | La Salsa                                        | Native                                                                                                  | Bernard Lavilliers                                        | Bernard Lavilliers                              | Bernard Lavilliers                                                                           |
| 17-4  | Les Valses de Vienne                            | Michael Jones et Zazie                                                                                  | Jean-Marie Moreau                                         | François Feldman                                | François Feldman                                                                             |
| 17-5  | Pour une biguine avec toi                       | Liane Foly et Mimie Mathy                                                                               | Marc Lavoine                                              | Fabrice Aboulker                                | Marc Lavoine                                                                                 |
| 17-6  | Le Bon Temps du rock and roll                   | Dick Rivers et Patrick Timsit                                                                           | George Jackson - Thomas Jones (adapt. : Michel Mallory)   | George Jackson - Thomas Jones                   | Johnny Hallyday                                                                              |
| 18    | Donner pour donner                              | Michèle Laroque, Native et Khaled                                                                       | Bernie Taupin                                             | Michel Berger                                   | France Gall et Elton John                                                                    |
| 19    | Coup de folie                                   | Ophélie Winter et Jean-Jacques Goldman                                                                  | Thierry Pastor - Jean-Claude Perrey                       | Jean-Claude Perrey                              | Thierry Pastor                                                                               |
| 20    | Medley "Bébés"*                                 | Medley "Bébés"*                                                                                         | Medley "Bébés"*                                           | Medley "Bébés"*                                 | Medley "Bébés"*                                                                              |
| 20-1  | Bébé comme la vie                               | Zazie                                                                                                   | Michel Berger                                             | Michel Berger                                   | France Gall                                                                                  |
| 20-2  | Un enfant                                       | Serge Lama et Zazie                                                                                     | Michel Sardou                                             | Jacques Revaux                                  | Michel Sardou                                                                                |
| 20-3  | En cloque                                       | Marc Lavoine                                                                                            | Renaud Séchan                                             | Renaud Séchan                                   | Renaud                                                                                       |
| 20-4  | Elle a fait un bébé toute seule                 | Maxime Le Forestier                                                                                     | Jean-Jacques Goldman                                      | Jean-Jacques Goldman                            | Jean-Jacques Goldman                                                                         |
| 20-5  | Sarbacane                                       | Serge Lama, Roch Voisine, Marc Lavoine, Zazie et Maxime Le Forestier                                    | Francis Cabrel                                            | Francis Cabrel                                  | Francis Cabrel                                                                               |
| 21    | La Maison où j'ai grandi                        | Laetitia Casta et Alain Souchon                                                                         | Luciano Beretta - Miki del Prete (Adapt. : Eddy Marnay)   | Adriano Celentano - Mariano Detto               | Françoise Hardy                                                                              |
| 22    | Aux armes, etc. / La Marseillaise               | Aux armes, etc. / La Marseillaise                                                                       | Aux armes, etc. / La Marseillaise                         | Aux armes, etc. / La Marseillaise               | Aux armes, etc. / La Marseillaise                                                            |
| 22-1  | Aux armes, etc.                                 | Lilian Thuram, Emmanuel Petit, Bixente Lizarazu, Fabien Barthez, Alain Boghossian et Christian Karembeu | Claude Joseph Rouget de Lisle (Adapt. : Serge Gainsbourg) | Serge Gainsbourg                                | Serge Gainsbourg                                                                             |
| 22-2  | La Marseillaise                                 | Roch Voisine                                                                                            | Claude Joseph Rouget de Lisle                             | Claude Joseph Rouget de Lisle                   |                                                                                              |
| 23    | Medley "Instrument"*                            | Medley "Instrument"*                                                                                    | Medley "Instrument"*                                      | Medley "Instrument"*                            | Medley "Instrument"*                                                                         |
| 23-1  | Jouez violons, sonnez crécelles                 | Elsa | Étienne Roda-Gil                                          | Julien Clerc                                    | Julien Clerc                                                                                 |
| 23-2  | Il jouait du piano debout                       | Anggun                                                                                                  | Michel Berger                                             | Michel Berger                                   | France Gall                                                                                  |
| 23-3  | Il tape sur des bambous                         | Mimie Mathy                                                                                             | Didier Barbelivien - Philippe Lavil                       | Philippe Lavil                                  | Philippe Lavil                                                                               |
| 23-4  | Peur de rien blues                              | Michael Jones et Véronique Sanson                                                                       | Jean-Jacques Goldman                                      | Jean-Jacques Goldman                            | Jean-Jacques Goldman                                                                         |
| 23-5  | Quand je joue                                   | Muriel Robin                                                                                            | Luc Plamondon                                             | Julien Clerc                                    | Julien Clerc                                                                                 |
| 24    | C'est déjà ça                                   | Zazie, Coumba Gawlo, Dan Ar Braz, Marc Lavoine et Renaud                                                | Alain Souchon                                             | Laurent Voulzy                                  | Alain Souchon                                                                                |
| 25    | Besoin d'amour                                  | Les Enfoirés                                                                                            | Luc Plamondon                                             | Michel Berger                                   | France Gall                                                                                  |
| 26    | La Chanson des Restos                           | Les Enfoirés                                                                                            | Jean-Jacques Goldman                                      | Jean-Jacques Goldman                            | Nathalie Baye, Coluche, Michel Drucker, Jean-Jacques Goldman, Yves Montand et Michel Platini |

## Artistes présents
Cette année, il y avait 56 artistes présents :
- Anggun (Première participation)
- Dan Ar Braz (Première participation)
- Hugues Aufray (Première participation)
- Charles Aznavour
- Fabien Barthez (Première participation)
- Richard Berry (Première participation)
- Jean-Marie Bigard
- Alain Boghossian (Première participation)
- Patrick Bruel
- Laeticia Casta (Première participation)
- Alain Chabat
- Étienne Daho (Première participation)
- Elsa
- Patrick Fiori (Première participation)
- Liane Foly
- Frédéric François (Première participation)
- Carole Fredericks
- Garou (Première participation)
- Coumba Gawlo (Première participation)
- Jean-Jacques Goldman
- David Hallyday (Première participation)
- Michael Jones
- Gérard Jugnot
- Patricia Kaas
- Christian Karembeu (Première participation)
- Khaled
- Sandrine Kiberlain
- Serge Lama (Première participation)
- Martin Lamotte
- Michèle Laroque
- Marc Lavoine
- Alain Lanty
- Yves Lecoq
- Maxime Le Forestier
- Bixente Lizarazu (Première participation)
- Fabrice Luchini (Première participation)
- Mimie Mathy
- Maurane
- Karen Mulder
- Native
- Pascal Obispo
- Pierre Palmade
- Vanessa Paradis
- Emmanuel Petit (Première participation)
- Renaud
- Dick Rivers (Première participation)
- Muriel Robin
- Véronique Sanson
- Hélène Segara (Première participation)
- Elie Semoun
- Alain Souchon
- Lilian Thuram (Première participation)
- Patrick Timsit
- Roch Voisine
- Ophélie Winter
- Zazie

## Musiciens
- Basse, Arrangements & Direction d'Orchestre : Guy Delacroix
- Batterie : Laurent Faucheux
- Percussions : Marc Chantereau
- Claviers & Piano : Jean-Yves D'Angelo
- Claviers & Accordéon : Jean-Yves Bikialo
- Guitares : Michel-Yves Kochmann & Manu Vergeade
- Saxophone & Flûtes : Patrick Bourgoin
- Chœurs : Dany Vasnier, Debbie Davis & Luc Bertin

## Note
- Le CD ne contient que les chansons du spectacle. L'intégralité du concert ne se trouve que sur la VHS et la première édition d'un DVD.

## Classements hebdomadaires
| Classement (1999)            | Meilleure place |
| ---------------------------- | --------------- |
| Belgique (Wallonie Ultratop) | 6               |
| France (SNEP)                | 2               |
| Suisse (Schweizer Hitparade) | 31              |

## Certifications
| Pays          | Certification | Unités certifiées |
| ------------- | ------------- | ----------------- |
| France (SNEP) | Platine       | 300 000           |